# تيلوريد الرصاص
تيلوريد الرصاص هو مركب كيميائي من مجموعة التيلوريدات صيغته PbTe، ويوجد في الشروط القياسية على شكل مسحوق بلوري رمادي اللون.  

## التحضير
يحضر المركب من تفاعل محاليل الرصاص الثنائي على الساخن مع مسحوق فلز التيلوريوم.
كما يوجد تيلوريد الرصاص في الطبيعة على هيئة معدن ألتايت Altaite.

## الخواص
- لا ينحل المركب عملياً في الماء.
- يتبلور تيلوريد الرصاص وفق نظام بلوري مكعب مشابه لملح كلوريد الصوديوم NaCl، بحيث تحل ذرات الرصاص مكان كاتيونات الصوديوم، والتيلوريوم مكان أنيونات الكلوريد.
- يعد تيلوريد الرصاص من المواد شبه الموصلة، وتبلغ قيمة فجوة النطاق 0.32 إلكترون فولت عندد الدرجة 300 كلفن.[6]

## الاستخدامات
يستخدم تيلوريد الرصاص في تركيب المزدوجات الحرارية عند درجات حرارة عاملة بين 200 إلى 600 °س.